# Cora Baltussen
Cora Baltussen (* 19. Januar 1912 in Driel; † 18. November 2005 in Heelsum; vollständiger Name: Cornelia Wilhelmina Maria Baltussen) war eine niederländische Sozialarbeiterin, Widerstandskämpferin gegen die deutsche Besatzungsmacht in den Niederlanden, Supervisorin und Lehrerin für Soziale Arbeit.

## Leben
Baltussen war das siebte von 16 Kindern des katholischen Fruchtkonserven- und Marmeladenfabrikanten Arnoldus Johannis Baltussen und seiner Ehefrau Johanne Catharina Wilhelmina van der Horst. Nach dem Besuch katholischer Internatsschulen in Lent und Steijl trat Baltussen 1932 in eine Benediktinerabtei bei Antwerpen als Oblatin ein. In Brüssel lernte sie Soziale Arbeit, arbeitete zudem in London und Rom. 1939 verließ sie die Abtei und begann eine Tätigkeit als Betriebssozialarbeiterin in De Wit's Dekenindustrie in Helmond. Sie arbeitete für das Niederländische Rote Kreuz und versorgte 1944 verletzte polnische Fallschirmspringer am Rande der Operation Market Garden. Nach Ende des Zweiten Weltkriegs wirkte sie am Wiederaufbau mit und organisierte im Auftrag des Roten Kreuzes zeitweise aus Washington, D. C. Hilfslieferungen in die Niederlande. Ab 1946 nahm sie auch als KVP-Mitglied das Amt als Wethouder (Beigeordnete) in Heteren wahr. Sie studierte Psychologie an der Katholieke Universiteit Nijmegen, schloss mit einem Kandidats-Examen ab und ging zum weiteren Studium mit einem Stipendium der Vereinten Nationen für 18 Monate in die USA. 1953 bis 54 studierte sie dort unter anderen bei Charlotte Towle und Carl Rogers in Chicago.
Im Anschluss an ihr Stipendium wurde sie Gründungsdirektorin des katholischen Studiecentrum Maatschappelijk Werk in Nijmegen. Sie wirkte unter anderen als Referentin und Expertin im Kontext der Union Catholique Internationale de Service Sociale. Von 1964 bis etwa 1970 wirkte sie für die Akademie für Jugendfragen in Münster; dort gehörten Veronica Kircher und Margareta Breuer zu ihren Schülerinnen.

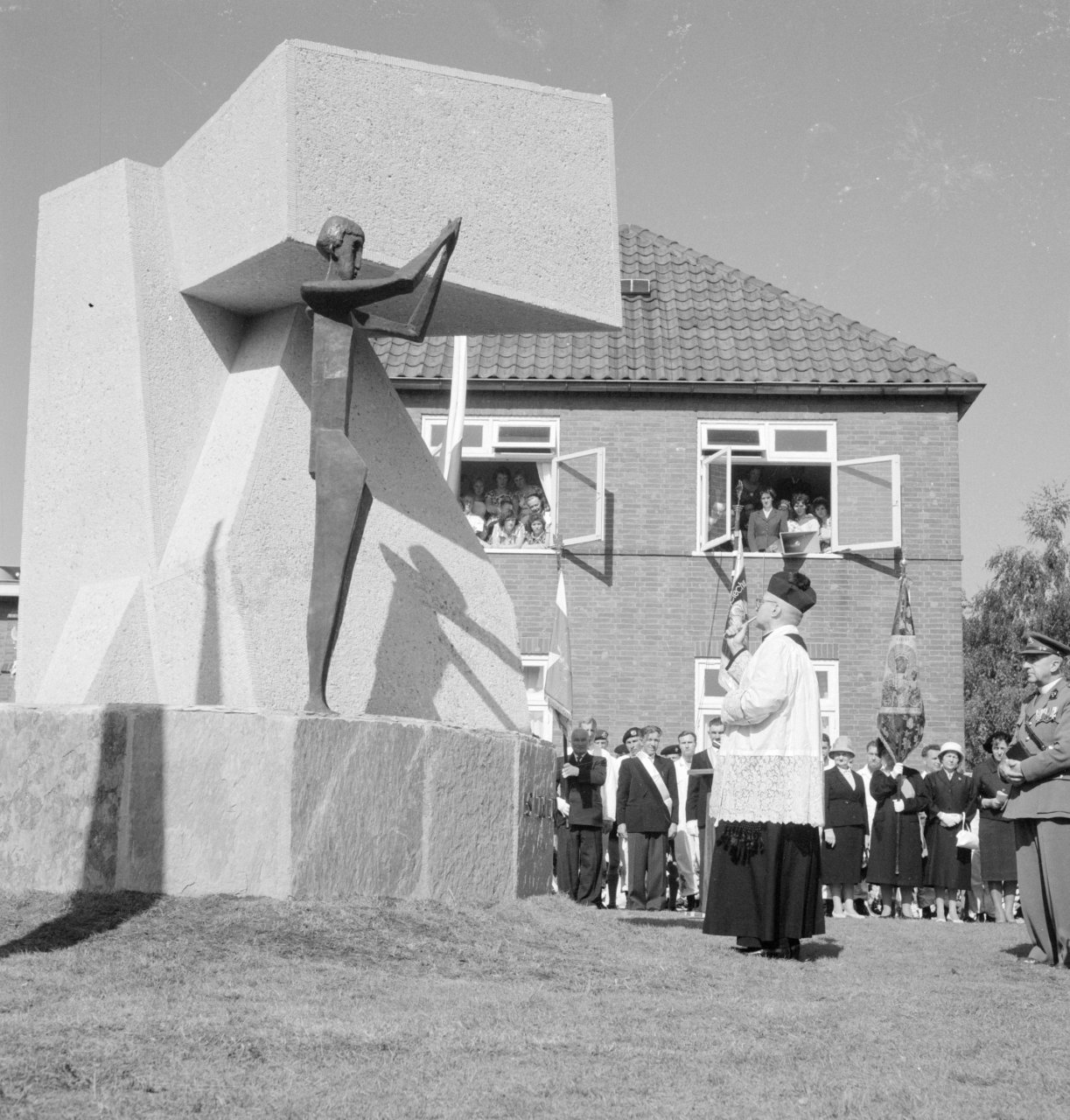
Denkmal für die polnische Fallschirmjägerbrigade in Driel, für dessen Errichtung Cora Baltussen sich eingesetzt hat (1961).

Bis zu ihrem Tod setzte sie sich für die Anerkennung der Leistung der polnischen Fallschirmspringer unter dem Kommando von General Stanisław Sosabowski ein. Dieses Engagement brachte ihr neben niederländischen Auszeichnungen auch die Anerkennung sowie Auszeichnungen in Polen ein.
Baltussen wurde auf dem Friedhof der Maria Geburtskirche zu Driel beigesetzt.

## Auszeichnungen
- 2006: Ritterin des Militaire Willems-Orde (IV. Klasse)
- 1946: Kruis van Verdienste van het Nederlandse Rode Kruis
- Herinneringskruis 1940–1945 van het Nederlandse Rode Kruis
- 1989: Order Zasługi Polskiej Rzeczypospolitej Ludowej, Złota Oznaka (IV. Klasse)
- Order Odrodzenia Polski, Ritterkreuz
- Ein Teil der N837 zwischen Schuytgraaf und Heteren ist nach ihr als Cora Baltussenallee benannt.
- Namensstifterin des seit 2017 jährlich verliehenen Förderpreises der Deutschen Gesellschaft für Supervision und Coaching

## Schriften (Auswahl)
- Summer Report, 1953 to the United Nations. Unveröffentlichtes Typoskript.
- Eindrapport. Studie verricht van 5 januari 1953 tot 30 juni 1954 in de Verenigde Staten van Amerika in het kader van het „United Nationas Social Welfare Scholarships Programme“ over het onderwerp Social Casework Methods and Methods of Supervision, s. l. 1954, Ministerie van Maatschappelijk Werk (afdeling Maatschappelijk Opbouwwerk), Serie A No 29.
- Essentiële gedachten in het Casework. In: Katholiek Sociaal Tijdschrift 9 (8 (April 1957)), S. 174–179.
- Formation des superviseurs – Rôle et responsabilités des écoles et des Agences de Service Social. In: Scuola Residenziale Assistenti Sociali (Hg.): La formation pratique et la supervision dans le service social. Travaux du Séminaire de l'Union Catholique Internationale de Service Social Gênes-Rapallo, 13–22 septembre 1959. Genova 1962, S. 65–75.
- Wesen und Aufgabe der Supervision, in: Arbeits- und Sozialminister Nordrhein-Westfalen (Hg.) (1963): Studientagung über Fragen der Einzelfallhilfe (Social Casework) in Unterricht und Praxis: vom 24. bis 27. September 1962 in der Sozialen Frauenschule Aachen. Düsseldorf.